# بالشتدت
بالشتدت (به آلمانی: Ballstedt) یک شهر در آلمان است که در وایمارر لاند واقع شده‌است. بالشتدت ۳۳۲ نفر جمعیت دارد.